# 栗生明
栗生 明（くりゅう あきら、1947年11月22日 - ）は、日本の建築家。栗生総合計画事務所・代表。千葉大学工学部デザイン工学科建築系名誉教授。

## 概要
千葉県市川市生まれ。1971年、早稲田大学理工学部建築学科を卒業。1973年、早稲田大学大学院理工学研究科建築計画専攻修士課程を修了。
1979年、都市建築設計事務所Ｋアトリエを設立。同年、東京大学工学部建築学科の助手となる。
槇文彦のアトリエ系建築設計事務所出身であり、平等院鳳翔館など、モダニズムを基調とした作風で知られる。建築本体を地中に埋めた作品など、風景や環境に配慮した建築が多い。
日本建築学会賞作品賞、日本芸術院賞、村野藤吾賞など受賞多数。

## 主な作品

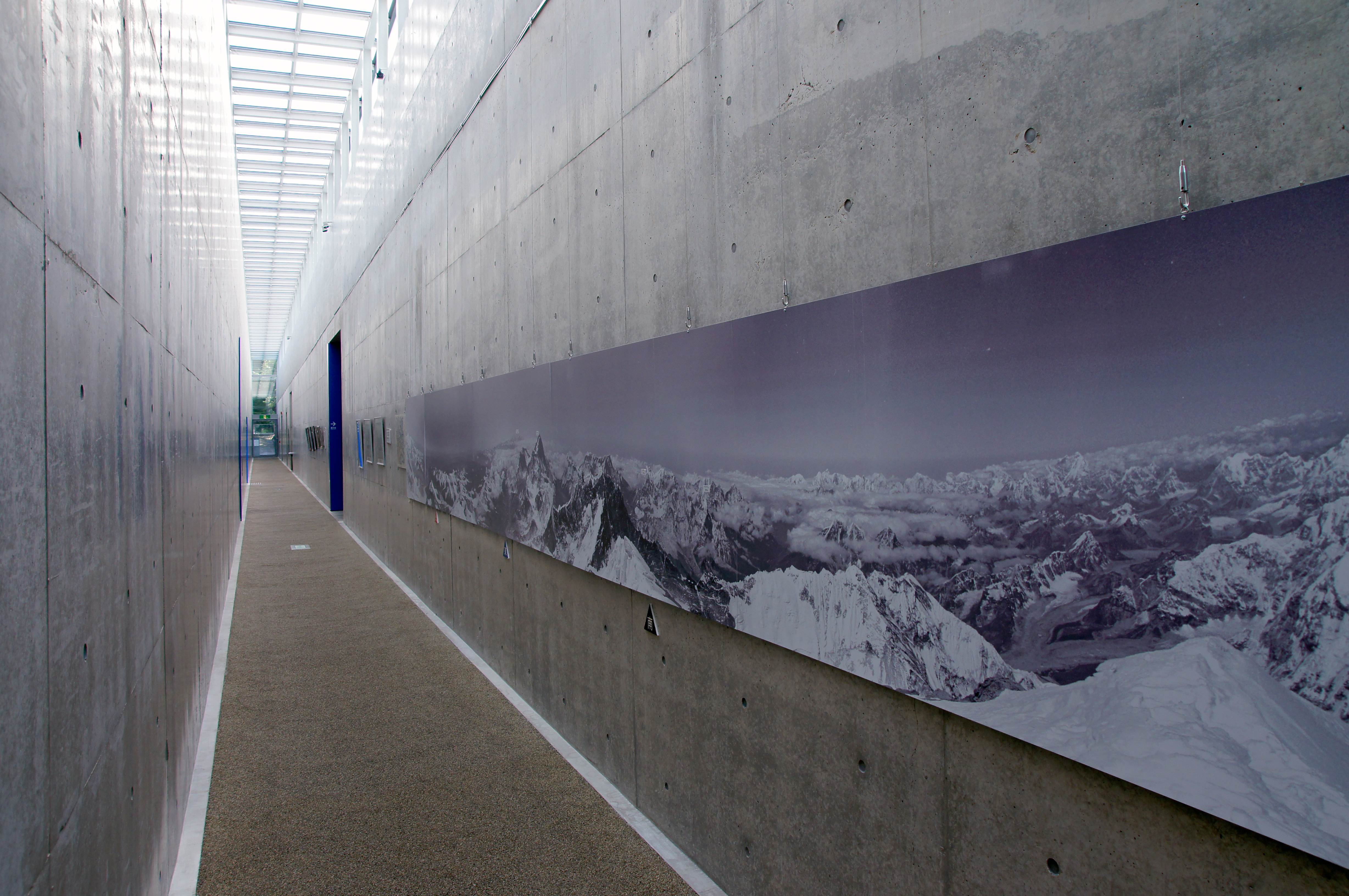
植村直己冒険館

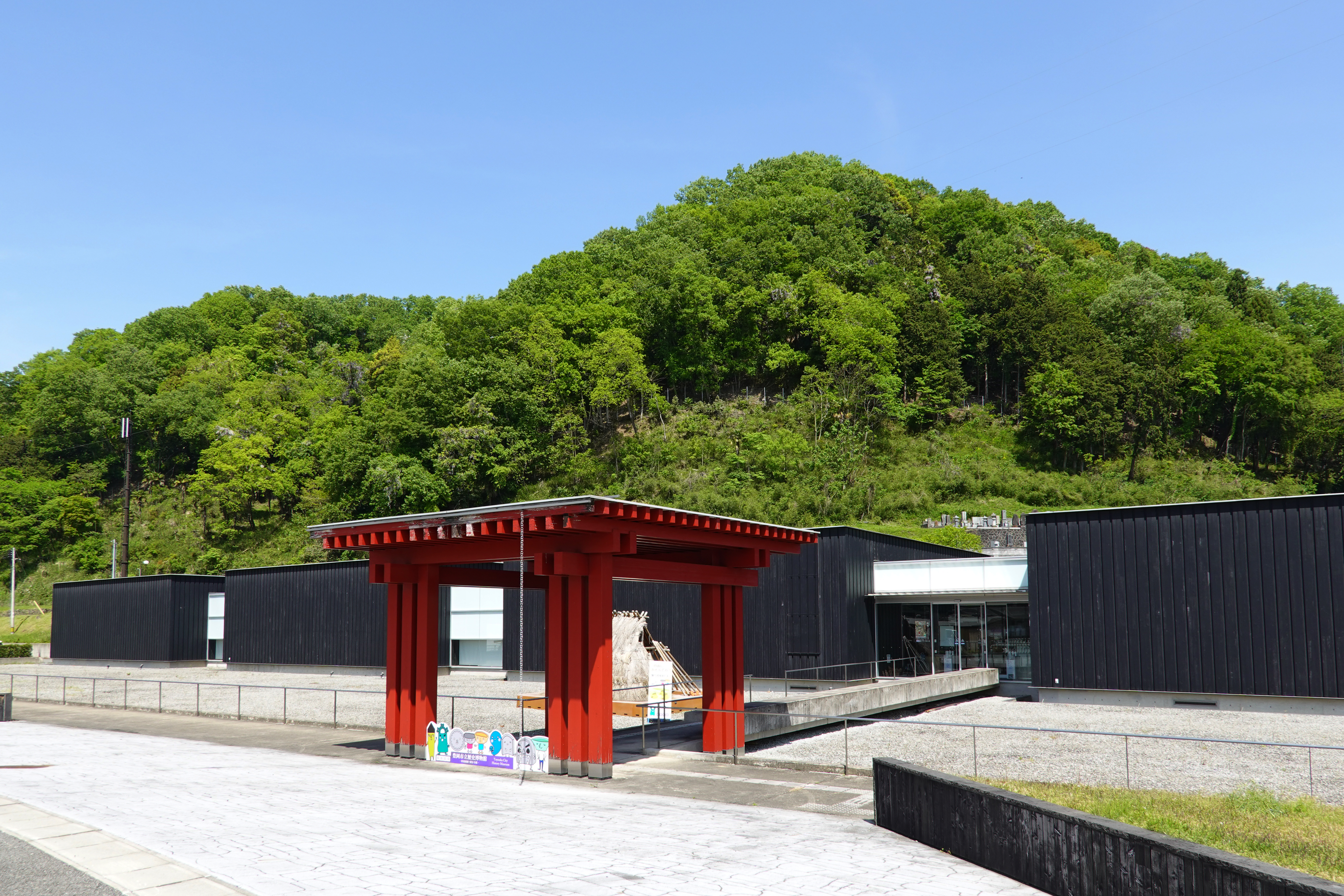
但馬国府・国分寺館

- 1988年 カーニバルショーケース　－JIA新人賞
- 1994年 植村直己冒険館　－日本建築学会賞作品賞、公共建築百選、土木学会デザイン賞優秀賞
- 1996年 岡崎市美術博物館
- 1996年 砺波市チューリップ四季彩館
- 1998年 清里フォトアートミュージアム
- 2001年 桐蔭学園メモリアルアカデミウム　－神奈川県建築コンクール奨励賞
- 2001年 平等院鳳翔館　－日本芸術院賞、グッドデザイン賞、日本建築学会賞作品選奨、BCS賞
- 2003年 国立長崎原爆死没者追悼平和祈念館　－第19回村野藤吾賞、日本建築学会賞作品選奨、BCS賞
- 2004年 浜名湖花博各種施設　－グッドデザイン賞
- 2004年 東京デザイン専門学校校舎
- 2005年 愛知万博センターゾーン（バイオラング）
- 2005年 プレナス東京オフィス（日本橋弥生ビルディング）
- 2005年 但馬国府・国分寺館
- 2012年 かんなみ仏の里美術館 ―第5回静岡県景観賞優秀賞(公共施設部門)[3][4]

## 著書
現代建築ガイドブック・千葉市
環境健康都市宣言!!: キャンパスからのまちづくり